# St. Cyriakus (Hüls)

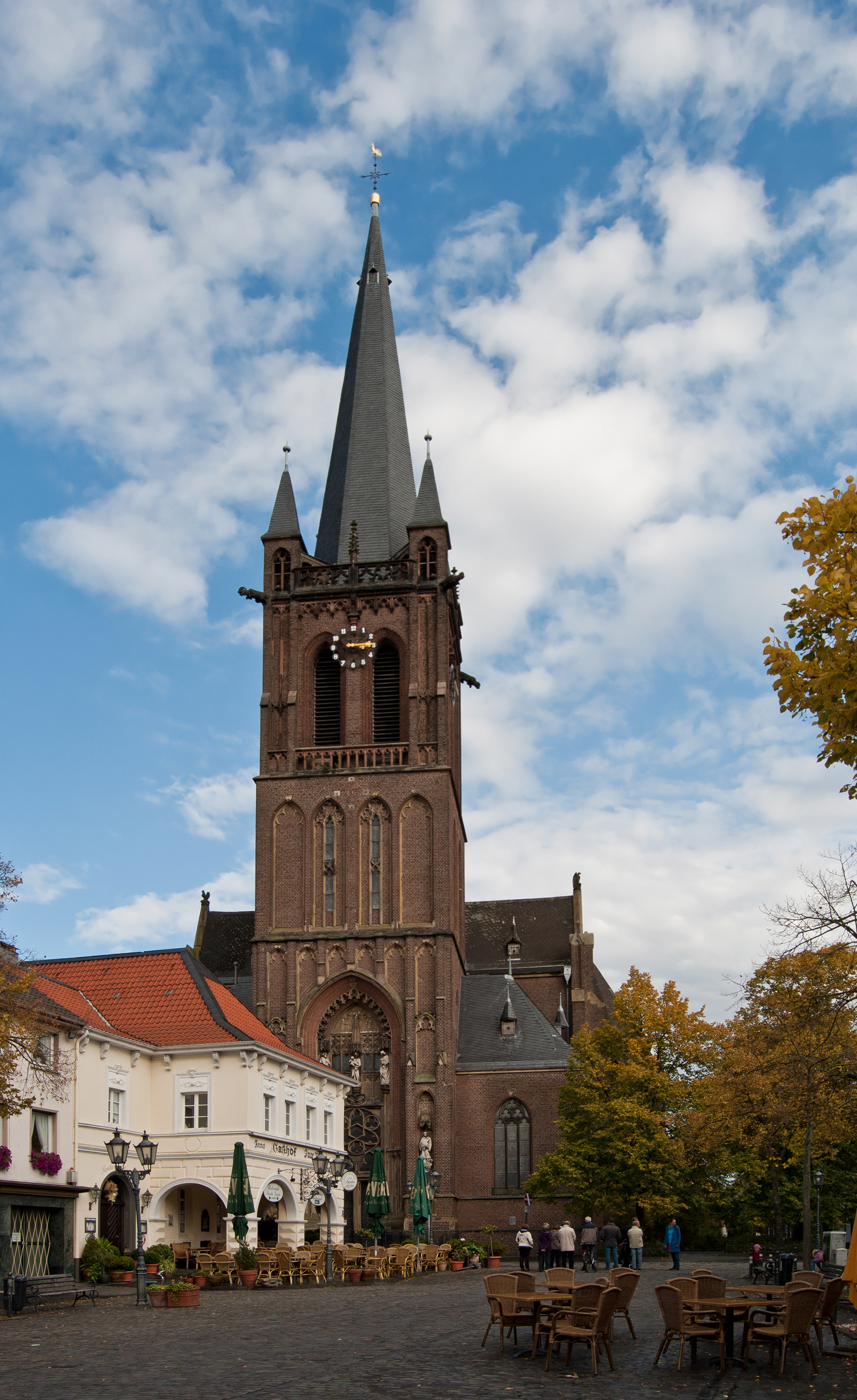
St. Cyriakus in Hüls

St. Cyriakus ist eine römisch-katholische Pfarrkirche in Hüls, einem Stadtteil von Krefeld in Nordrhein-Westfalen. Sie steht unter dem Patrozinium des hl. Cyriakus (Gedenktag 8. August). Das Gotteshaus wurde von 1865 bis 1871 nach Plänen von Heinrich Wiethase erbaut.

## Geschichte
Hüls gehörte ursprünglich zur weit ausgedehnten Pfarre Kempen, verfügte aber bereits über eine eigene Kapelle, die den Herren von Hüls gehörte. 1337 wirkte an der Kapelle ein Priester namens Leo. Wann genau Hüls eigenständige Pfarre wurde, lässt sich nicht genau nachvollziehen. 1360 wird sie zwar als Pfarrkirche aufgeführt, 1392 ist aber wieder von einer Kapelle die Rede. Um das Jahr 1400 hatte Hüls vermutlich alle Pfarrrechte. Die Herren von Hüls übten das Patronatsrecht aus. Im Jahr 1398 gab der Kölner Erzbischof Friedrich III. niederländischen Beginen ein Haus in der Nähe der Kirche. Diese begannen 1399 mit dem Bau eines Klosters unter dem Titel Mariä Verkündigung.
Über die erste Hülser Kirche ist nichts bekannt. Sie wurde in der ersten Hälfte des 15. Jahrhunderts durch einen dreischiffigen Neubau in Formen der Gotik ersetzt, der am 4. April 1434 durch den Kölner Weihbischof Wilhelm von Weißenburg geweiht wurde. 1496 wurde der Turm in Folge eines Unwetters zerstört und erst 1660 wiederaufgebaut.
Diese gotische Kirche wurde Mitte des 19. Jahrhunderts zu klein für die rasant wachsende Bevölkerung. Zunächst sollte die alte Kirche aufgrund ihrer Qualität erweitert werden, entschied sich aber schließlich doch für einen Abriss und Neubau. Der Kölner Architekt Heinrich Wiethase wurde schließlich mit der Planung der heutigen Kirche beauftragt. Am 2. Juli 1865 wurde der Grundstein gelegt und die alte Kirche mit zunehmendem Fortschritt des Neubaus nach und nach mit Ausnahme des Turms abgerissen. Weihnachten 1870 war das Kirchenschiff fertiggestellt. 1871 wurde der alte Turm in seine heutige Form umgebaut und ummauert. Die Kirchweihe war am 10. Juni 1875.
Die Schäden des Zweiten Weltkriegs waren bis 1955 behoben, 1964 baute man eine neue Sakristei an.

## Baubeschreibung

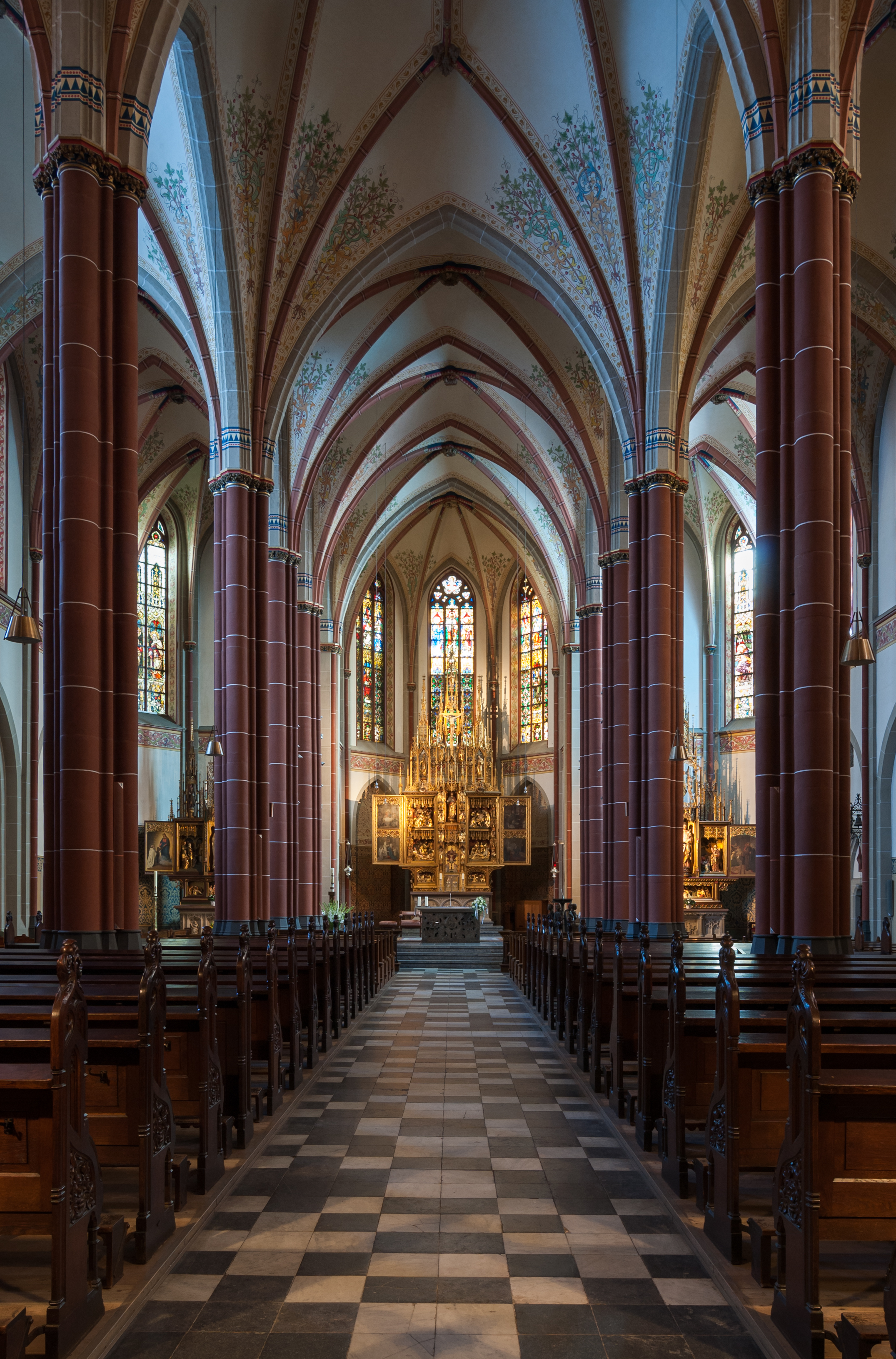
Innenraum

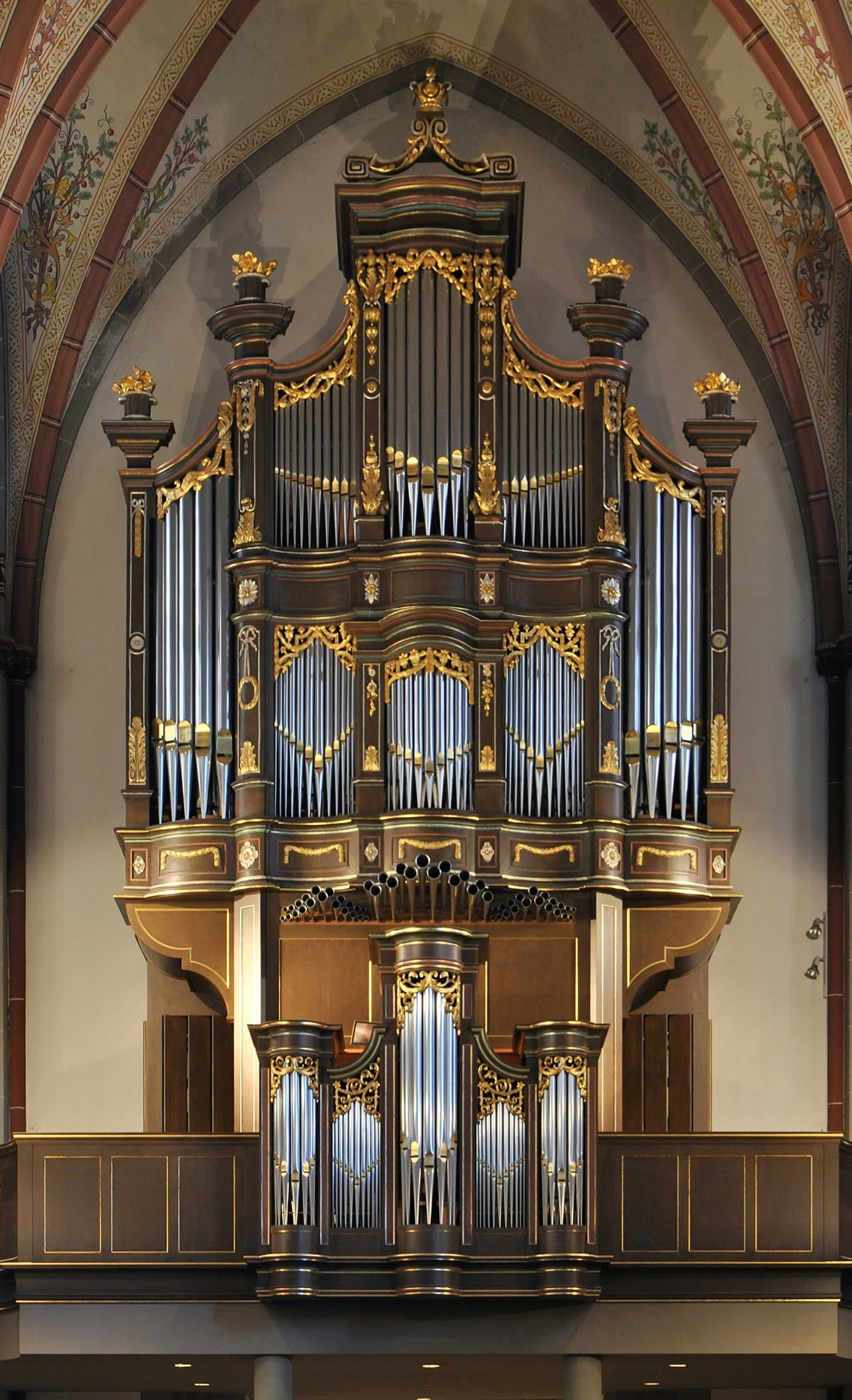
Orgel

St. Cyriakus ist eine reichgegliederte Backsteinkirche im Stil der Neugotik. Im Westen steht der dem Langhaus vorgebaute Glockenturm, der im Norden und Süden von zwei Nebenkapellen flankiert wird. Darauf folgt das fünfschiffige und vierjochige Langhaus. Besonderheit ist, dass die drei mittleren Schiffe eine Hallenkirche bilden, die beiden äußeren Seitenschiffe deutlich niedriger in der Art einer Basilika angebaut sind. An das Langhaus schließt das Querschiff an, welches im Norden und Süden mit dreiseitigen Chorschlüssen schließt. Im Osten schließt der Kirchenbau mit der dreischiffigen Choranlage. Über der Vierung erhebt sich ein schlanker Dachreiter.

## Ausstattung
Im Innenraum haben sich zahlreiche Ausstattungsstücke aus der Erbauungszeit und dem Vorgängerbau erhalten. Der Hochaltar entstand zwischen 1870 und 1880 nach Plänen von Heinrich Wiethase und Pfr. Bartels. Besonders zu erwähnen ist die Ausmalung aus der Bauzeit, die Anfang der 1990er Jahre freigelegt und restauriert worden ist.

### Orgel
Die Orgel wurde 1999 als Opus 604 von der Schweizer Metzler Orgelbau AG erbaut. Der Orgelprospekt ist deutlich älter und stammt noch aus der Vorgängerkirche. Er wurde 1783 von Peter Weidtmann angefertigt. Das Instrument verfügt über 47 Register auf drei Manuale und Pedal verteilt.
| I Rückpositiv C–g3 |        |
| Rohrflöte          | 8′     |
| Quintade           | 8′     |
| Unda maris         | 8′     |
| Principal          | 4′     |
| Rohrflöte          | 4′     |
| Nasard             | 2 ⁄3′  |
| Octave             | 2′     |
| Terz               | 1 3⁄5′ |
| Larigot            | 1 ⁄3′  |
| Scharf IV          | 1′     |
| Krummhorn          | 8′     |
| Vox humana         | 8′     |
| Tremulant          |        |

| II Hauptwerk C–g3   |        |
| Bourdun             | 16′    |
| Principal           | 08′    |
| Viola               | 08′    |
| Hohlflöte           | 08′    |
| Octave              | 04′    |
| Spitzflöte          | 04′    |
| Quinte              | 02 ⁄3′ |
| Superoktave         | 02′    |
| Mixtur V-VI         | 01 ⁄3′ |
| Cornet V            | 08′    |
| Fagott              | 16′    |
| Trompete            | 08′    |
| Trompete en chamade | 08′    |

| III Schwellwerk C–g3 |        |
| Principal            | 08′    |
| Salicional           | 08′    |
| Voix céleste         | 08′    |
| Doppelflöte          | 08′    |
| Octave               | 04′    |
| Traversflöte         | 04′    |
| Doublette            | 02′    |
| Sesquialtera         | II-III |
| Mixtur IV-VI         | 02′    |
| Basson               | 16′    |
| Trompette            | 08′    |
| Oboe                 | 08′    |
| Clairon              | 04′    |
| Tremulant            |        |

| Pedal C–f1     |     |
| Principal      | 32′ |
| Principal      | 16′ |
| Subbass        | 16′ |
| Octavbass      | 08′ |
| Spitzflöte     | 08′ |
| Octave         | 04′ |
| Rauschpfeife V | 04′ |
| Bombarde       | 16′ |
| Fagott         | 16′ |
| Trompete       | 08′ |
| Clairon        | 04′ |

- Koppeln: I/II, III/I, III/II, I/P, II/P, III/P
- Tritte: Mixtur HW an/ab, Bombarde 16′ an/ab, Trompete HW an/ab, Trompette SW an/ab

## Pfarrer
Folgende Priester wirkten bislang als Pfarrer an St. Cyriakus:
- 1919–1951: Johannes Wolters
- 1951–1974: Josef Ehl
- 1974–1991: Heinrich Wieland
- 1991–2022: Paul Jansen
- Seit 2023: Klaus Stephan Gerndt